# Championnats d'Europe de gymnastique artistique féminine 1973
Navigation
Édition précédente Édition suivante
Le 9e championnat d'Europe de gymnastique artistique féminine s'est déroulé à Londres en 1973.

## Résultats

### Concours général individuel
| Rang               | Gymnaste                   | Total |
| ------------------ | -------------------------- | ----- |
| Médaille d'or      | Lyudmila Turishzheva (URS) |       |
| Médaille d'argent  | Olga Korbut (URS)          |       |
| Médaille de bronze | Kerstin Gerschau (GDR)     |       |

### Finales par engins

#### Saut
| Rang               | Gymnaste                   | Total |
| ------------------ | -------------------------- | ----- |
| Médaille d'or      | Angelika Hellmann (GDR)    |       |
| Médaille d'or      | Lyudmila Turishzheva (URS) |       |
| Médaille de bronze | Uta Schorn (FRG)           |       |

#### Barres asymétriques
| Rang               | Gymnaste                   | Total |
| ------------------ | -------------------------- | ----- |
| Médaille d'or      | Lyudmila Turishzheva (URS) |       |
| Médaille d'argent  | Angelika Hellmann (GDR)    |       |
| Médaille de bronze | Alina Goreac (ROU)         |       |

#### Poutre
| Rang               | Gymnaste                   | Total |
| ------------------ | -------------------------- | ----- |
| Médaille d'or      | Lyudmila Turishzheva (URS) |       |
| Médaille d'argent  | Alina Goreac (ROU)         |       |
| Médaille de bronze | Anca Grigoras (ROU)        |       |

#### Sol
| Rang               | Gymnaste                   | Total |
| ------------------ | -------------------------- | ----- |
| Médaille d'or      | Lyudmila Turishzheva (URS) |       |
| Médaille d'argent  | Kerstin Gerschau (GDR)     |       |
| Médaille de bronze | Alina Goreac (ROU)         |       |

## Tableau des médailles
| 1 | {{country data {{{1}}} | Pays/callback | name = | variant= | size= }} | ? | ? | ? | ? |
| 2 | {{country data {{{1}}} | Pays/callback | name = | variant= | size= }} | ? | ? | ? | ? |
| 3 | {{country data {{{1}}} | Pays/callback | name = | variant= | size= }} | ? | ? | ? | ? |
| 4 | {{country data {{{1}}} | Pays/callback | name = | variant= | size= }} | ? | ? | ? | ? |
| 5 | {{country data {{{1}}} | Pays/callback | name = | variant= | size= }} | ? | ? | ? | ? |
| 6 | {{country data {{{1}}} | Pays/callback | name = | variant= | size= }} | ? | ? | ? | ? |
| 7 | {{country data {{{1}}} | Pays/callback | name = | variant= | size= }} | ? | ? | ? | ? |
| 8 | {{country data {{{1}}} | Pays/callback | name = | variant= | size= }} | ? | ? | ? | ? |